# Anna Chlumsky
Anna Maria Chlumsky (Chicago, 1980. december 3. –) többszörösen Primetime Emmy-díjra jelölt amerikai színésznő.
Pályafutását gyerekszínészként kezdte, a My Girl – Az első szerelem (1991) és a My Girl 2. – Az első igazi kaland (1994) című vígjáték-drámákkal szerezve hírnevet. Az 1990-es évek végétől abbahagyta a színészetet, hogy a Chicagói Egyetem hallgatójaként tanulmányaira összpontosítson.
A filmes szakmába a 2000-es évek közepén tért vissza független filmekkel, majd 2012 és 2019 között Az alelnök című HBO-sorozat szereplője lett. Amy Brookheimer megformálásáért hat alkalommal jelölték Primetime Emmy-díjra legjobb komikus női mellékszereplő kategóriában.

## Filmográfia

### Film
| Év   | Magyar cím                        | Eredeti cím                               | Szerep                        | Magyar hang       |
| ---- | --------------------------------- | ----------------------------------------- | ----------------------------- | ----------------- |
| 1989 | Belevaló papapótló                | Uncle Buck                                | iskolás gyermek               |                   |
| 1991 | My Girl – Az első szerelem        | My Girl                                   | Vada Sultenfuss               | Vadász Bea        |
| 1994 | My Girl 2. – Az első igazi kaland | My Girl 2                                 | Vada Sultenfuss               | Vadász Bea        |
| 1994 | Vegyünk új mamit!                 | Trading Mom                               | Elizabeth Martin              | Nemes Takách Kata |
| 1995 |                                   | Gold Diggers: The Secret of Bear Mountain | Jody Salerno                  |                   |
| 2005 |                                   | Wait (rövidfilm)                          | Cara                          |                   |
| 2007 |                                   | Blood Car                                 | Lorraine                      |                   |
| 2008 |                                   | Eavesdrop                                 | Chelsea                       |                   |
| 2009 | Egy kis gubanc                    | In the Loop                               | Liza Weld                     |                   |
| 2009 | A jó pasi                         | The Good Guy                              | Lisa                          | Zsigmond Tamara   |
| 2009 |                                   | My Sweet Misery                           | Chloe                         |                   |
| 2010 |                                   | Civil Unions: A Love Story (rövidfilm)    | ismeretlen szerep             |                   |
| 2011 |                                   | The Pill                                  | Nelly                         |                   |
| 2012 |                                   | Bert and Arnie's Guide to Friendship      | Sabrina                       |                   |
| 2015 | A turné vége                      | The End of the Tour                       | Sarah                         |                   |
| 2019 |                                   | Hala                                      | Shannon Taylor                |                   |
| 2022 | They/Them – Az átnevelő tábor     | They/Them                                 | Molly Erickson / Angie Phelps | Solecki Janka     |
| 2025 | Násznaposok                       | Bride Hard                                | Virginia                      | Nemes Takách Kata |

### Televízió
| Év        | Magyar cím                               | Eredeti cím                       | Szerep                     | Megjegyzések                                                      |
| --------- | ---------------------------------------- | --------------------------------- | -------------------------- | ----------------------------------------------------------------- |
| 1997      | Szülői szeretet                          | A Child's Wish                    | Missy Chandler             | tévéfilm                                                          |
| 1997      | Csoda a rengetegben                      | Miracle in the Woods              | Gina Weatherby / Field Pea | tévéfilm                                                          |
| 1998      | Ámor nyila                               | Cupid                             | Jill                       | 1 epizód                                                          |
| 1998      | A kiválasztott – Az amerikai látnok      | Early Edition                     | Megan Clark                | 1 epizód                                                          |
| 2007      |                                          | Eight Days a Week                 | Riley McGann               | tévéfilm                                                          |
| 2007      | A stúdió                                 | 30 Rock                           | Liz Lemler                 | 1 epizód                                                          |
| 2007–2010 | Esküdt ellenségek                        | Law & Order                       | Mary Calvin / Lisa Klein   | 2 epizód                                                          |
| 2009      |                                          | House Rules                       | Scotty Fisher              | tévéfilm                                                          |
| 2009      | Szerelem nyilasa                         | Cupid                             | Josie                      | 4 epizód                                                          |
| 2009      | Karácsonyi naptárpasik                   | 12 Men of Christmas               | Jan Lucas                  | tévéfilm                                                          |
| 2010      |                                          | The Quinn-tuplets                 | Rachel Quinn               | eladatlan próbaepizód                                             |
| 2010      | Kettős ügynök                            | Covert Affairs                    | Vivian Long                | 1 epizód                                                          |
| 2011      |                                          | Lights Out                        | Charlie                    | 2 epizód                                                          |
| 2011      | Három hét, három gyermek                 | Three Weeks, Three Kids           | Jennifer Mills             | tévéfilm                                                          |
| 2011      | A nagy svindli                           | White Collar                      | Melissa Matthews ügynök    | 2 epizód                                                          |
| 2012–2019 | Az alelnök                               | Veep                              | Amy Brookheimer            | - 65 epizód - főszereplő (1–7. évad)                              |
| 2012      | Katonafeleségek                          | Army Wives                        | Jessica Anderson           | 1 epizód                                                          |
| 2012      | Esküdt ellenségek: Különleges ügyosztály | Law & Order: Special Victims Unit | Jocelyn Paley              | 1 epizód                                                          |
| 2013–2014 | Hannibal                                 | Hannibal                          | Miriam Lass                | 4 epizód                                                          |
| 2016      | Robotcsirke                              | Robot Chicken                     | Kelly / nővér (hangja)     | 1 epizód                                                          |
| 2017      | Halt and Catch Fire – CTRL nélkül        | Halt and Catch Fire               | Dr. Katie Herman           | 5 epizód                                                          |
| 2021      | Fecsegő tipegők                          | Rugrats                           | Charlotte Pickles (hangja) | - főszereplő - magyar hangja: - Sipos Eszter Anna                 |
| 2022      | Az örökösnő álarca mögött                | Inventing Anna                    | Vivian Kent                | - főszereplő (9 epizód) - magyar hangja:[forrás?] - Földes Eszter |
| 2024      | Gonosz                                   | Evil                              | Ellie / Laura              | 1 epizód                                                          |

## Fordítás
- Ez a szócikk részben vagy egészben  az   Anna Chlumsky című angol Wikipédia-szócikk fordításán alapul.  Az eredeti cikk szerkesztőit annak laptörténete sorolja fel. Ez a jelzés csupán a megfogalmazás eredetét és a szerzői jogokat jelzi, nem szolgál a cikkben szereplő információk forrásmegjelöléseként.